# Carex castanostachya
Carex castanostachya là một loài thực vật có hoa trong họ Cói. Loài này được K.Schum. ex Kük. mô tả khoa học đầu tiên năm 1909.